# Ion Dumitru
Ion Dumitru (Bucureşti, 2 de gener de 1950) fou un futbolista romanès de la dècada de 1970 i entrenador.
Fou internacional amb la selecció de Romania i participà en el Mundial de 1970. Fou nomenat futbolista romanès de l'any el 1973 i el 1975.

## Palmarès

### Jugador
Rapid Bucureşti
- Copa romanesa de futbol: 1971-72

Steaua București
- Lliga romanesa de futbol: 1975-76, 1977-78
- Copa romanesa de futbol: 1975-76, 1978-79

Universitatea Craiova
- Copa romanesa de futbol: 1982-83

Individual
- Futbolista romanès de l'any: 1973, 1975[4]

### Entrenador
Jiul Petroșani
- Divizia B: 1995-96

Al-Jaish
- Lliga siriana de futbol: 1999